# اشعاب تراة

تعديل مصدري - تعديل

اشعاب تراة هي إحدى قرى عزلة سباح بمديرية سباح التابعة لمحافظة أبين، بلغ تعداد سكانها 55 نسمة حسب تعداد اليمن لعام 2004.